# Ніженець Анастасія Максимівна
Ніженець Анастасія Максимівна (народилася 28 грудня 1902 року в м. Білопілля Сумської обл., померла 13 березня 1992 року в м. Харків) — український літературознавець-медієвіст, сковородинознавець, педагог, харківщинознавець. Кандидат філологічних наук (1947), доцент.

## Життєпис
Народилася 28 грудня 1902 року в м. Білопілля Сумської обл. в сім'ї робітників.
Батько — Максим Федорович Ніженець (1874–1946) був людиною рідкісного розуму, самоуком, винахідником-раціоналізатором (винайшов регулятор руху насосу). Із 1899 р. працював на залізниці м. Білопілля спочатку слюсарем-інструментальником у деповських майстернях, згодом — начальником цеху. У 1930–1935 рр. був ударником. 1937 р. був репресований і засуджений до 10 років тюремного ув'язнення. Лише завдяки численним зверненням А. М. Ніженець, яка на той час працювала в м. Харків, термін ув'язнення було скорочено до двох років (з 10.09.1937 до 14.10.1939, перебував під вартою у в'язниці м. Володимир (Володимирський централ) у Росії).
Мати — Катерина Федорівна Радіна, закінчивши церковноприходську школу села Бірюха в 17 років вийшла заміж і в 1901 р. переїхала в м. Білопілля до чоловіка. 1937 р. матір теж була заарештована. Кілька місяців перебувала у в'язниці в м. Суми.
Усього в сім'ї було п'ятеро дітей — Анастасія, Софія, Микола, Михайло й Володимир. У 1940 р., після звільнення батька з в'язниці, родина продала будинок і переїхала до м. Харків. Під час Другої світової війни родина Ніженців залишилася у м. Харків, а саме в селищі міського типу «Науковий робітник» (нині селище міського типу Високий Харківського р-ну Харківської обл.). А. М. Ніженець в автобіографії писала: «Виїхати не змогли через хворобу батька. Весь час окупації жили там. Джерелом для існування був обмін речей на продукти по сім'ях та урожай з городів, засіяних на пустирях. Ні в яких установах того часу ніхто з родини не працював, я у тому числі» (особова справа А. Ніженець, стор. 4., архів ХНУ ім. В. Каразіна) .
У 1925 р. одружилася. Чоловік учителював.
Після війни А. М. Ніженець жила в Харкові. Займалася викладацькою, науковою й культурно-просвітницькою роботою.
Померла 13 березня 1992 року в м. Харків.

## Навчання й професійна діяльність
У 1919 р. (1920 р.) закінчила Білопільську жіночу гімназію. За час навчання освоїла три мови — англійську, французьку та латинську, пізніше — білоруську.
Після гімназії працювала учителем-ліквідатором неписьменності у відділі народної освіти м. Білопілля.
З 1920 р. по 1924 р. навчалася на філологічному факультеті (літературно-лінгвістичний відділ) Київського інституту народної освіти (КІНО) (нині національний університет імені Тараса Шевченка).
Після закінчення КІНО працювала викладачем мови та літератури у ФЗУ (школі фабрично-заводського учнівства деревооброблювачів) у м. Київ.
У 1925 р. через зміни в сімейному стані переїхала до м. Харків. З 1925 р. по 1929 р. працювала викладачем мови та літератури в Харківській середній (трудовій) школі № 15.
У 1926 р. вступила до аспірантури на кафедрі історії української літератури Інституту літератури імені Тараса Шевченка (нині Інститут літератури ім. Т. Г. Шевченка Національної академії наук України). Її наставниками були акад. Д. І. Багалій, проф. А.П Шамрай, О. А. Назаревський. Під керівництвом А. П. Шамрая студіювала історію української літератури, зокрема медієвістику (творчість Івана Вишенського).
Під час навчання тісно спілкувалася з такими майбутніми науковцями й педагогами, як М. С. Грудницька, Г. О. Костюк, В. С. Курашова, Ю. О. Лавріненко та ін.
У цей час близько товаришує з Григорієм Костюком, Юрієм Лавріненком, Юрієм Савченком, Наталією Собко (сестра українського письменника В. М. Собка, мати Гелія Снєгірьова). Спогади про цей період наводить Г. Костюк . 1932 р. закінчила аспірантуру.
1937 р. почала працювати доцентом кафедри мови й літератури в Українському комуністичному сільськогосподарському університеті ім. Артема в Харкові (нині Харківський національний аграрний університет імені В. В. Докучаєва, у корпусі на вул. Алчевських, 44 — корпус Харківського національного технічного університету сільського господарства ім. Петра Василенка), викладачем курсу мов. На час початку роботи у виші мала загального робочого стажу за наймом 17 років і два місяці.
1940 р. була переведена до Української академії соціалістичного землеробства імені Артема. Працювала на посаді старшого викладача кафедри мов і літератури. Того ж року у зв'язку із закриттям академії була переведена на роботу старшим викладачем кафедри мов і літератури Міжобласного колгоспного сільськогосподарського технікуму імені Артема.
Із 1943 р. до 1952 р. працювала в Харківському педагогічному інституті (нині національний педагогічний університет імені Г. С. Сковороди) спочатку на посаді доцента, потім — завідувала кафедри української літератури.
У квітні 1947 р. (1952 р.) захистила дисертацію на тему «Іван Вишенський — представник реалізму в українській літературі кінця XVI і початку XVII ст.». (науковий керівник А. П. Шамрай).
Із 1952 р. по 1970 р. працювала доцентом (з 1955 р. по 1957 р. — тимчасово виконувала обов'язки завідувача) кафедри української літератури Харківського державного університету імені О. М. Горького (нині національний університет імені В. Н. Каразіна). У цей час була членом наукової ради кафедри, рецензувала роботи харківських письменників, дисертації аспірантів (В. І. Крекотня та ін.), була науковим керівником студентських науково-дослідних робіт. Серед студентів А. М. Ніженець була така відома в майбутньому постать, як Надія Світлична (учасниця руху щістдесятників, лауреат премії В. Стуса, премії імені Т. Г. Шевченка) та ін. За наукового керівництва А. М. Ніженець виконував кандидатське дослідження Г. М. Сивокінь.У 1968–1970 рр. була одним із активних членів Харківської обласної організації Українського товариства охорони пам'яток історії і культури.
1970 р. завершила трудову діяльність у вищій школі. Надалі продовжувала підтримувати зв'язки з науковцями й громадськими діячами.

## Наукова діяльність
У центрі наукових інтересів А. М. Ніженець — проблеми розвитку давньої української літератури, творчість І. Вишенського), П. А. Грабовського та ін.
В опублікованому на основі дисертації конспекті лекцій зі спецкурсу з давньої української літератури «Реалізм у творчості Івана Вишенського» детально проаналізовано історіографію питання, проблема полемічного діалогу проектується головним чином у площині соціально-політичних стосунків, полемічна проза вводиться до контексту визвольних змагань демократичних верств України й зауваженого в письменстві XVI–XVII ст. зростання реалістичних тенденцій. Значним здобутком роботи є перенесення уваги з ідеології авторів на їхню поетику. Підкреслене зосередження на особливостях художньої мови Івана Вишенського об'єктивно сприймається як вихід поза рамки вульгарно-соціологічних канонів, повернення до засад безстороннього філологічного аналізу тексту, вироблених літературознавцями дорадянської доби. У дослідженні А. М. Ніженець не вживає поняття «бароко» для окреслення специфіки поетики творчості Івана Вишенського, хоча й знала про таке бачення творчості полеміста Д. І. Чижевським, адже, як зазначає Л. В. Ушкалов, «у тодішньому колі харківських інтелектуалів це поняття було звичне. Гадаю так хоч би тому, що книжку Чижевського „Філософія Г. С. Сковороди“ я вперше взяв у 1984 році (тоді її читати в Україні було суворо заборонено) із рук Анастасії Максимівни Ніженець — колишньої аспірантки Шамрая в Інституті Тараса Шевченка» . На сьогодні частина тверджень та оцінок дослідниці застарілі, однак на той час вони були останнім словом науки й відбивали офіційний погляд на полемічні писання. Утім загалом дослідження А. М. Ніженець характеризується об'єктивністю, повнотою, поважним фактажем.
Попри інтерес до полемічної літератури й постаті І. Вишенського, домінантою наукового зацікавлення А. М. Ніженець були життєвий і творчий шлях Г. С. Сковороди. Науковий доробок науковця в галузі сковородинознавчої проблематики нараховує цілу низку розвідок, серед яких монографія «На зламі двох світів» (1970), книги-нариси «Г. С. Сковорода. Заповідні місця на Харківщині. До 240-річчя з дня народження» (1962), подібної за змістом українсько-англійської «Г. С. Сковорода. Заповідні місця на Харківщині» (1969), у співавторстві з І. П. Стогнієм «Григорій Сковорода. Пам'ятні місця на Україні» (1984). Ці видання ілюстровані численними фотографіями, на яких увічнено і те, що до нашого часу не збереглося або було по-варварському зруйновано.
У сковородинознавчих дослідженнях А. М. Ніженець висвітлено зв'язок поглядів українського філософа й поета з різними культурами, ідейні й риторичні засади та жанрову природу його творів, його поетичну й байкарську творчість, схарактеризовано діяльність Г. С. Сковороди в Переяславському й Харківському колегіумах. Крім того, А. М. Ніженець займалася питаннями родоводу Г. С. Сковороди й краєзнавчими питаннями, пов'язаними із життям філософа. Центральне місце в науковому доробку А. М. Ніженець посідає книга «На зламі двох світів», яка включає дві пов'язаних між собою розвідки: «У пошуках істини» та «Сковорода і Харківський колегіум». Перша розвідка присвячена вивченню філософської концепції мислителя, що ґрунтувалася на тільки на ідеях античності та нової філософії, але й мала національні джерела, які базувалися на глибокій повазі до переконань українських барокових письменників. У другій розвідці завдяки багаторічному ґрунтовному вивченню різних архівних матеріалів А. М. Ніженець вдалося з'ясувати місце перебування мислителя в період із 1764 р., коли він був змушений залишити Харківський колегіум, до 1768 р., який на час появи дослідження був зовсім не висвітленим у літературі, відтворити колоритну картину обставин, за яких довелося працювати Сковороді в колегіумі, установити десятки імен прихильників і недругів філософа та з'ясувати факти біографії кожного з них.
Ще однією науковою проблемою, над якою працювала А. М. Ніженець, стали життєвий і творчих шлях П. А. Грабовського. Під час роботи над матеріалами про поета й громадського діяча XIX ст., який тривалий час жив і навчався в м. Харкові, листувалася з Лідією Олексіївною Грабовською (дівоче — Жигунова) — дружиною Бориса Павловича — сина письменника. Заочне спілкування допомогло з'ясувати деякі раніше невідомі факти про П. А. Грабовського та його дружину А. Грабовську .
Крім цього, у наукових працях А. М. Ніженець є чимало матеріалів, що стосуються питань історії розвитку української журналістики, на чому наголошує І. Л. Михайлин, зауважуючи, що вона належить до тих, які «не спромоглися в силу історичних причин зібрати свій доробок в окремі книжки з історії української журналістики» .
Виступала з доповідями на Сковородинівських конференціях (1963 р.), Франківських вечорах, Довженківських читаннях (1963 р.), Республіканській конференції, присвяченій досягненням радянського літературознавства за 50 років (1967 р.) та ін.
Автор понад 30 наукових праць.

## Культурно-просвітницька діяльність

### Діяльність з увічнення пам'яті Г.С.Сковороди
А. М. Ніженець була ініціатором вивчення й увічнення місць перебування Г. С. Сковороди на Харківщині.
Вона була одним з ініціаторів, які клопоталися про присвоєння імені філософа Харківському державному педагогічному інституту (це клопотання було позитивно сприйняте вищим керівництвом і з 1945 року Г. Сковорода офіційно стає патроном Харківського педагогічного вишу) .
У 1950-60 рр. за її ініціативою й безпосередньої участі в Харківському державному університеті створено меморіальну кімнату в аудиторії-кабінеті імені Г. С. Сковороди, де було зібрано цікавий матеріал, установлено скульптурний портрет письменника роботи місцевого скульптора В. Савченка. Як педагог, вона зорієнтовувала студентів Харківського державного університету на осягнення спадщини славнозвісного українського мислителя, філософа, була натхненником багатьох студентських наукових робіт, пов'язаних із вивченням творчості письменника, виконаних у студентському науковому гуртку, щорічно організовувала для них екскурсії до музею Сковороди в с. Сковородинівка.
Як невтомний краєзнавець, А.Ніженець доклала багато зусиль до організації й створення 1960 року меморіального музею Г. Сковороди в с. Сковородинівка (Золочівський р-н, Харківська обл.), ставши фактично його фундатором. Відомості про тогочасний стан Сковородинівського заповідника є в спогадах дослідниці: «Одного ясного травневого дня (1958 року) подзвонили до мене з історичного музею з проханням взяти участь у подорожі в Сковородинівку, подивитись, в якому стані тепер останнє пристанище Сковороди… Повернулись ми до Харкова засмучені тим, що глинище, яке було розкопане 1944 року, так і залишилося, — продовжували з нього для господарчих справ брати пісок і глину; коло могили стоїть разлатий клен, а сама могила обросла високою травою й ледь видно напис на ній. З 1944 р., мабуть ніхто й не заглядав у сковородинівський заповідник… Через тиждень я організувала поїздку студентів, щоб обстежити всі закутки, подивитись, що робиться в будинку… ми зі студентами обійшли стежки до дуба, до могили, до будинку й пішли шукати Юхима Семеновича [Дерягу], колгоспника, який був у заповіднику екскурсоводом [добровільним]. Він відкрив кімнату [де жив і помер Сковорода]. І що ми побачили? Це був чулан, в якому скидано всякий мотлох: поламані стільці, порвані географічні карти, якісь папери, одним словом — сміття. Серце завмерло від образи… І тут зародилося у тій групі гаряче прагнення за всяку ціну зробити тут, у цьому домі, меморіальний музей Г. С. Сковороди» .
Своє обурення станом пам'ятного місця, пов'язаного з життям і смертю мислителя, заклик до порятунку історичної святині дослідниця принесла до редакції молодіжної газети «Молодь України» (серпень, 1958). З газетою, в якій була надрукована стаття, науковець стала ходити в Золочівський райком партії, у відділ агітації й пропаганди Харківського обкому. Сподівання А. М. Ніженець на активну підтримку влади та громадських організацій виправдалися. Результатом багатомісячної копіткої праці науковця стало відкриття у 1960 році музею Г. С. Сковороди (була відремонтована кімната, що була «чуланом», організована експозиція з тих матеріалів, що були в Харківському історичному музеї, і з тих світлин, що були зроблені студентами Харківського державного університету під час поїздок до Сковородинівки, прибрана могила філософа і парк, насаджені нові дерева).
А. М. Ніженець була серед тих, хто клопотався про надання пенсії від колгоспу добровільному екскурсоводові сковородинівского музею — Юхимові Семеновичу Дерязі. Цей дідусь багато років з власної ініціативи провадив екскурсії до музею й садиби, на могилу Сковороди та розповідав багато переказів і легенд про Г. Сковороду. З моменту їхнього знайомства і до останніх днів життя Ю. С. Деряги А. М. Ніженець з великою повагою ставилася до нього (обопільним позитивним ставленням просякнуте їхнє листування, що знаходиться в Національному літературно-меморіальному музеї Г. Сковороди в с. Сковородинівка).
У жовтні 1971 року відбулося засідання Республіканського ювілейного комітету з відзначення річниці Г. С. Сковороди, на якому були затверджені заходи Республіканського ювілейного комітету та його інформаційна (виконавча) група, до складу якого ввійшла також і А. М. Ніженець. На ньому було вирішено, що у жовтні 1972 року в Харкові проходитиме ювілейна Республіканська наукова конференція. Заплановано проведення також засідання Секції суспільних наук АН УРСР та зборів громадськості у містах і селах Харківської, Полтавської і Київської областей, екскурсій, організацію тематичних концертів, виставок творів Г. С. Сковороди, а також літератури й образотворчих робіт про його життя і діяльність. У селі Сковородинівці (колишній Пан-Іванівці) Золочівського району на Харківщині, де Г. С. Сковорода жив в останні роки життя, вирішили створити літературно-меморіальний музей мислителя. Того ж року музеєві були передані рідкісні книжки з фондів різних бібліотек СРСР, Київським музеєм західного і східного мистецтва були надіслані гравюри XVIII ст., на яких зображені місця Європи, де побував український філософ .
Не зважаючи на чималий клопіт, дослідниця активно долучилася до суттєвого оновлення експозиції меморіального музею Г.Сковороди в 1972 році. Окрім нагляду за реставрацією будинку, парку, ставка та дуба, А. М. Ніженець, як справжній ентузіаст, пропонує не тільки відновити гніздов'я лелек на Сковородинівському дубі, яке було потрощене під час Другої світової війни, а й повернути улюблених птахів українського мислителя до гнізда . Однак, якщо впоратися з першим завдання вдалося не важко, то друге виявилося значно складнішим, бо лелеки ніяк не бажали оселятися на дубі знову. Тоді, з метою отримання позитивного результату, науковець звернулася з листом до вчених-орнітологів з Астраханського заповідника, і отримала вичерпну відповідь (лист-відповідь зберігається у літературно-меморіальному музеї Г.Сковороди в с. Сковородинівці під шифром ОФ-1227, П 756). Щоправда, лелек все ж не вдалося повернути.
Крім цього, А.Ніженець взяла на себе турботи з упорядкування місць, де жив, любив відпочивати та працювати мислитель. За її ініціативою і безпосередньою участю у 1962 році було упорядковано пам'ятні місця в селищі Бабаї, де Сковорода жив у свого товариша й учня Якова Правицького, в 1770-х роках, де, серед чудової природи, написав свої філософські трактати «Розговор дружескій о душевном мирє», «Діалог или разглгол о древнем мирє», «Кольцо» та уклав збірку «Басни Харьковскія».
Завдяки колосальній напруженій праці дослідниці, через поневіряння і подолання бюрократичних перешкод, у Бабаях було упорядковано меморіальну кімнату філософа, встановлено меморіальну (мармурову) дошку з написом на старовинному будинку, у якому жив Сковорода під час перебування в цьому селищі. Удалося облагородити джерело-криницю «Холодно-Сковородинську», на той час замулену, затоптану худобою. Під безпосереднім наглядом А. М. Ніженець були проведені будівельні роботи, розчистка криниці, посадка кущів і дерев, покриття ґрунту криниці дерном і над струменем води, на камені, прикріплена мармурова дошка з написом. У Бабаївському лісі, що простягається обабіч асфальтованого шосе Харків — Сімферополь, на узліссі (біля в'їзду до турбази — кемпінгу), у 1960 році встановлено гранітний знак, який повідомляє про те, що тут було улюблене місце філософських роздумів і відпочинку українського мислителя.
У 1962 році, завдяки клопотам А. М. Ніженець, до 240-річниці від дня народження філософа, була виготовлена стела, установлена в Харківському педагогічному інституту імені Г. С. Сковороди (нині національний педагогічний університет імені Г. С. Сковороди).
Ненастанні пошуки нових відомостей про діяльність мандрівника привели А. М. Ніженець до решток хати, у якій влітку жив Г.Сковорода упродовж 1760-70-х років, на вулиці Чистоклітівській, 5 (що на Лисогірському підгір'ї) в м. Харків. Була нею організована й фольклорна експедиція, проведене опитування серед тамтешнього населення, зібрана чимала кількість матеріалів, створена експертна комісія зі встановлення часу побудови хати. Обстеження хати показало, що вона збудована не пізніше XVIII ст. і тому могла бути місцем проживання філософа. Був складений відповідний акт, який тепер зберігається в архіві Інституту літератури ім. Т. Г. Шевченка НАН України. Отримавши письмове підтвердження своїх припущень, А. М. Ніженець негайно поставила перед міською радою питання про охорону хати та разом зі студентами-дипломниками Харківського промислово-художнього інституту створила план-проспект майбутнього комплексу для збереження заповідного місця, але втілити його не вдалося. Місцева влада виявила байдужість до натхненної праці пошуканця й хату безжально було знищено бульдозером. Історія зруйнування хати — злочин режиму супроти української культури — розказана в «Спогадах» А. М. Ніженець. Ці «Спогади» надзвичайно вагомі також зробленими дослідницею записами народних переказів про Григорія Сковороду. Рукопис містить низку рідкісних світлин, зокрема, вивезеного з Вільшан до Переяслава і в такий спосіб врятованого від знищення вітряка.
А. М. Ніженець активно популяризувала спадщину Г.Сковороди у засобах масової інформації України, постійно виступала з лекціями, бесідами, доповідями перед фахівцями й громадськістю міста та області, була авторитетним консультантом з проблем сковородознавства на рівні державних структур.
А. М. Ніжинець, а потім її спадкоємці передали Національному літературно-меморіальному музеєві Г. С. Сковороди в с. Сковородинівка багато цінних і цікавих матеріалів. Це насамперед праці самої дослідниці (книги, відбитки статей та ін.); книги, подаровані їй авторами — сковородинознавцями та письменниками (І. Пільгуком, В. Шевчуком, І. Стогнієм); газети з публікаціями про Г. С. Сковороду; рідкісне видання творів мислителя 1894 року (підготовлене Д. І. Багалієм); книга румунського сковородинознавця М. Ласло-Куцюк (1974); видання творів Г. С. Сковороди грузинською мовою (1972); пам'ятна медаль, виготовлена народними умільцями Харкова.
Крім того, А. М. Ніженець передала музею близько півсотні фотографій, які зображують сковородинівські місця в Бабаях, Великому Бурлуці, Гусинці, Сковородинівці, урочистості з нагоди відкриття музею. Особливо цінні фотографії пам'ятних місць Сковородинівки до їх впорядкування у 1972 р. та криниці у Бабаях у ході її реконструкції. Є фото з портрету молодого Сковороди роботи невідомого українського художника XIX ст. Чималий науковий інтерес становить машинописна копія неопублікованого псевдосковородинівського твору «Ключ к описанню орбитыв юдоли житейской» (з зібрання ДПБ ім. Салтикова-Щедріна), копія статті Р. Данковсько із «Бюлетеня Музею Слобідської України» (1926) про місця і речі, пов'язані з Г. С. Сковородою на Слобожанщині.
Особливо багатим і цінним є зібрання документальних матеріалів (більше 60) з архіву дослідниці, які були подаровані музею: рукописи, листи, телеграми та ін. Серед них — спогади A.M. Ніженець; її нарис «До історії моїх інтересів»; матеріали очоленої нею експедиції по сковородинівських місцях Харківщини (1959 p.); підготовчі матеріали до нездійсненних видань; список тем для живописних творів про Г. С. Сковороду (використаний харківськими художниками для ювілейного альбому); нотатки про пам'ятник філософу у Москві. Серед кореспондентів дослідниці — відомі сковородинознавці (Ю. Лошиц, Л. Махновець, І. Пільгук, П. Шкурінов, Є. Шабліовський, П. Попов, В. Нічик) і маловідомі краєзнавці (з Сум, Острогозька, Глухова, Гусинки, Кавраю), видавництва, партійні органи, навіть астрономи й орнітологи. Для історії створення музею в с. Сковородинівка важливе листування А. М. Ніженець із директором місцевої школи І. М. Глушком та колгоспником Ю. С. Дерягою — багатолітнім добровільним екскурсоводом по сковородинівських місцях села. Рукопис останнього «Біографія Г. С. Сковороди» містить, зокрема, унікальну легенду про виступ Сковороди в Римі проти унії.
Крім цього, у Національному літературно-меморіальному музеї Г. С. Сковороди зберігаються фотографії Анастасії Максимівни та її особисті речі і документи (окуляри, рідікюль, ручка, читацький квиток).
Матеріали, зібрані А. М. Ніженець щодо вивчення життя й творчості Г. С. Сковороди, збереження його спадщини, а саме листи про організацію наукової конференції, фотографії заповідних місць, зберігаються в архіві Ф. № 150, опис 1, Інв. № 3180/3, № 11.

### Діяльність з увічнення пам'яті культурних діячів у Харкові
У 1968—1970 рр., працюючи в секції літератури в Харківському обласному товаристві охорони пам'яток культури, А. М. Ніженець добивалася встановлення меморіальних дощок діячам культури та письменникам у м. Харкові. За словами Л. А. Лисиченко, дослідниця своїм коштом виготовила кілька меморіальних дощок . Зокрема завдяки зусиллями А. М. Ніженець було встановлено меморіальну дошку Олександрові Довженкові на Будинку народної творчості (нині комунальний заклад «Обласний організаційно-методичний центр культури і мистецтва» (ООМЦКМ)) на вул. Пушкінській,62 у Харкові, де у 1923-26 рр. жив письменник.
А. М. Ніженець була також ініціатором увічнення пам'яті П. А. Грабовського в Харкові. 1964 р. її зусиллями було створено шкільний музей поета в Харківській СШ № 6, який до сьогодні не зберігся.

## Науковий доробок
- «Вона іде, її побачать люди…» (До 100-річчя з дня народження П. А. Грабовського) / А. М. Ніженець // Прапор. — 1964 . — № 8. — С. 84–88.
- «Мені хочеться писати про нього…» / А. М. Ніженець // Радянське літературознавство. — 1973. — № 1. — С. 78–79.
- Біля джерел української журналістики / А. М. Ніженець // Прапор. — 1957. — № 4. — С. 93–101.
- В чому полягало значення Києво-Могилянської академії для історії культури та літератури східного і південного слов'янства, а також для культури і літератури грецького і румунського народів? / А. М. Ніженець // Український комітет славістів. Філологічний збірник. — К., 1058. — С. 337—340.
- Г. С. Сковорода і його нащадки / А. М. Ніженець // Тези доповідей республіканської наукової конференції, присвяченої 250-річчю з дня народження Г. С. Сковороди (1722—1794). — Харків, 1972. — С. 159—161.
- Г. С. Сковорода. Заповідні місця на Харківщині / А. М. Ніженець. — Харків: Прапор, 1969. — 61 с.
- Г. С. Сковорода. Заповітні місця на Харківщині. До 240-річчя з дня народження / А. М. Ніженець. — Харків: Вид-во Харків. ун-ту, 1962. — 42 с.
- Григорій Сковорода (вступна стаття) / А. М. Ніженець // Григорій Сковорода. Бібліографія / уклад. Е. С. Беркович, А. В. Дашковська та ін.. — 2-ге вид., випр. і допов. — Харків, 1972. — С. 7–24.
- Григорій Сковорода. Пам'ятні місця на Україні / А. М. Ніженець, І. П. Стогній. — К., 1984. — 94 с.
- Діяльність Г. С. Сковороди в Переяславському і Харківському колегіумах / А. М. Ніженець // Педагогічні ідеї Г. С. Сковороди: зб. ст. / редкол. : О. Г. Дзеверін (відп. ред.) та ін. — К., 1972. — С. 185—212.
- Для увічнення пам'яті нашого великого земляка / А. М. Ніженець // Прапор. — 1969. — № 12. — С. 204.
- З листування В Д. Бонч-Бруєвича з К. О. Сковородою / А. М. Ніженець // Григорій Сковорода. 250 : Матеріали про відзначення 250-річчя з дня народження / за ред. І. П. Стогнія, П. Ю. Шабатіна. — К., 1975. — С. 223—228.
- Іван Франко — дослідник творчості Ів. Вишенського / А. М. Ніженець // Учені записки (Харківський університет). Т. 74. Труди філологічного факультету. — Харків, 1956. — Т. 4. — С. 21–30.
- Лелеки прилетять знову / А. М. Ніженець // Зоря. — 1972. — 5 лютого. — С. 4.
- На зламі двох світів: розвідка про Г. С. Сковороду і Харківський колегіум / А. М. Ніженець. — Харків: Прапор, 1970. — 208 с. : іл., портр.
- На користь чи на шкоду? / А. М. Ніженець // Прапор. — 1964. — № 1. — С. 78–79.
- Над листами Бонч-Бруєвича. З архівних джерел / А. М. Ніженець // Прапор. — 1972. — № 11. — С. 56–59.
- Народний мислитель / А. М. Ніженець, Н. Г. Корж // Прапор. — 1970. — № 3. — С. 102—103.
- Пам'яті Г. С. Сковороди / А. М. Ніженець // Соціалістична Харківщина. — 1960. — № 248. — С. 5.
- Переконливі висновки (рец. На: П. М. Попов. Григорій Сковорода) / А. М. Ніженець // Радянське літературознавство. — 1962. — № 1. — С. 142—145.
- Перші українські журнали // Прапор. — 1966. — № 7. — С. 78–81.
- Поети-декабристи і Харківські журнали. До 150-річчя повстання декабристів / А. М. Ніженець // Прапор. — 1975. — № 12. — С. 106—108.
- Поетична творчість Г. С. Сковороди і російські література XVIII ст. / А. М. Ніженець // Учені записки (Харківський університет). Т. 70. Труди філологічного факультету. — Харків, 1956. — Т. 3. — С. 261—283.
- Приклад діянь дивовижних. До 240-річчя з дня народження Г. С. Сковороди // Прапор. — 1962. — № 12. — С. 70–74.
- Про оточення Г. С. Сковороди в Липцях і Валках (70–80-і роки XVIII ст.) / А. М. Ніженець // Радянське літературознавство. — 1983. — № 2. — С. 28–35.
- Про походження псевдоніму Г. С. Сковороди / А. Ніженець, Г. Штейн // Григорій Сковорода. 250 : Матеріали про відзначення 250-річчя з дня народження / за ред.. І. П. Стогнія, П. Ю. Шабатіна. — К., 1975. — С. 229—232.
- Реалізм у творчості Івана Вишенського. Конспект лекцій по спецкурсу з давньої української літератури для студентів-філологів ХДУ (кафедра історії української літератури). — Харків, 1964. — 140 с.
- Сковорода Григорій Савич / А. М. Ніженець // Шевченківський словник: У 2 т. — К., 1978. — Т. 2. — С. 215.
- Спогади / А. М. Ніженець // Від бароко до постмодерну: збірник праць кафедри української та світової літератури [Харківського національного педагогічного університету ім. Г. С. Сковороди]. — Х.: Майдан, 2005. — Том III. — С. 270—311.
- Стильові особливості української полемічної літератури кінця XVI — початку XVII ст. / А. М. Ніженець // Учені записки (Харківський університет). Т. 101. Труди філологічного факультету. — Харків, 1959. — Т. 7. — С. 151—174.
- Стильові особливості української полемічної літератури кінця XVI — початку XVII ст. / А. М. Ніженець // Радянське літературознавство. — 1959. — № 3. — С. 67–81.
- Характер розвитку байки в українській літературі XVII—XVIII століть / А. М. Ніженець // О. О. Потебня і деякі питання сучасної славістики. — Харків, 1962. — С. 321—335.